# Alexandru Buium
Alexandru Buium (* 1955 in Bukarest) ist ein rumänisch-US-amerikanischer Mathematiker, der sich mit Algebraischer Geometrie und Zahlentheorie (arithmetische algebraische Geometrie) befasst.
Buium studierte an der Universität Bukarest, an der er 1980 sein Diplom erhielt und 1983 bei Nicolae Radu promoviert wurde. Danach forschte er am Nationalen Institut für Wissenschaftliche und Technische Forschung in Bukarest und ab 1990 am Institut für Mathematik der Rumänischen Akademie der Wissenschaftler. 1995 wurde er Associate Professor und 1997 Professor an der University of New Mexico in Albuquerque. Dort blieb er bis auf die Zeit 1998 bis 1999 als Professor an der University of Illinois at Urbana-Champaign.
Er war Gastwissenschaftler am Max-Planck-Institut für Mathematik in Bonn (1993, 1994/95, 2010, 2012), am IHES (2011), an der Universität Paris-Süd (2009), am Institute for Advanced Study (1993/94) und der Universität Essen (1992 als Träger des Humboldt-Forschungspreises). 1991 war er Gastprofessor an der Columbia University. 2016 wurde er Fellow der American Mathematical Society.
Buium befasst sich mit arithmetischer Geometrie und entwickelte in den 1990er Jahren eine arithmetische Analogie zur Differentialrechnung, in der Funktionen durch natürliche Zahlen ersetzt sind und die Ableitung durch den Fermat-Quotienten-Operator {\displaystyle n\to {\frac {n-n^{p}}{p}}} (p Primzahl). Der geometrischen Lie-Cartan-Theorie von Differentialgleichungen entsprechen arithmetische Differentialgleichungen (mit ganzzahligen Punkten auf algebraischen Varietäten als Lösung statt stetiger Funktionen) und den Differentialinvarianten der Lie-Cartan-Theorie arithmetische Differentialinvarianten von Korrespondenzen zwischen algebraischen Varietäten. Er verfolgte Anwendungen dieser Theorie der Modulformen und Zahlentheorie und erweiterte die Analogie auch auf den Fall partieller Differentialgleichungen (und anderer Bereiche der Analysis wie Fourieranalyse).
1992 gelangen ihm Fortschritte in der Mordell-Lang-Vermutung über Funktionenkörpern der Charakteristik p, später bewiesen von Ehud Hrushovski mit Modelltheorie.
Buium erhielt den Preis der Rumänischen Akademie der Wissenschaften.
Er ist US-amerikanischer Staatsbürger.

## Schriften
- Differential Algebra and Diophantine Geometry, Hermann 1994
- Differential Characters of Abelian Varieties over p-adic fields, Inventiones Mathematicae, Band 122, 1995, S. 309–340
- Arithmetic Differential Equations, American Mathematical Society, Mathematical Surveys and Monographs 118, 2005
- Differential Function Fields and Moduli of Algebraic Varieties, Lecture Notes in Mathematics 1226, Springer Verlag 1986
- Differential Algebraic Groups of Finite Dimension, Lecture Notes in Mathematics, Band 1506, Springer Verlag 1992
- Intersections in jet spaces and a conjecture of S. Lang, Annals of Mathematics, Band 136, 1992, S. 583–593
- Differential Modular Forms, J. Reine Angew. Math., Band 520, 2000, S. 95–167